# Dongeradeel
Dongeradeel (frizonă Dongeradiel) este o comună în provincia Frizia, Țările de Jos. 

## Localități componente
Aalsum, Anjum, Bornwird, Brantgum, Dokkum, Ee, Engwierum, Foudgum, Hantum, Hantumeruitburen, Hantumhuizen, Hiaure, Holwerd, Jouswier, Lioessens, Metslawier, Moddergat, Morra, Nes, Niawier, Oosternijkerk, Oostrum, Paesens, Raard, Ternaard, Waaxens, Wetsens, Wierum.